# Arrondissement di Thionville-Est
L'arrondissement di Thionville-Est era una suddivisione amministrativa francese, situata nel dipartimento della Mosella e nella regione del Grand Est.
È stato soppresso il 29 dicembre 2014 per confluire nel nuovo arrondissement di Thionville.

## Composizione
L'arrondissement raggruppava 75 comuni in 6 cantoni:
- cantone di Cattenom
- cantone di Metzervisse
- cantone di Sierck-les-Bains
- cantone di Thionville-Est
- cantone di Thionville-Ovest
- cantone di Yutz